# Сезар (кінопремія, 2003)
28-ма церемонія вручення нагород премії «Сезар» Академії мистецтв та технологій кінематографа за заслуги в царині французького кінематографу за 2002 рік відбулася 22 лютого 2003 року в Театрі Шатле (Париж, Франція). Номінантів було оголошено 26 січня 2003 року.
Через смерті: режисера Моріса Піали (11 січня) та президента Академії мистецтв і технологій кінематографу Даніеля Тоскана дю Плантьє (11 лютого 2003 року), «Сезар» цього року проводився без президента церемонії.
Розпорядником та ведучим виступила французька акторка Жеральдін Пайя. Найкращим фільмом визнано стрічку Піаніст режисера Романа Полянського.

## Статистика
Фільми, що отримали декілька номінацій:
| Фільм                                                                          | Номінації | Перемоги |
| ------------------------------------------------------------------------------ | --------- | -------- |
| • 8 жінок / Huit femmes                                                        | 12        | —        |
| • Піаніст / The Pianist                                                        | 10        | 7        |
| • Амінь / Amen.                                                                | 7         | 1        |
| • Іспанка / L'Auberge espagnole                                                | 6         | 1        |
| • Астерікс і Обелікс: Місія «Клеопатра» / Astérix et Obélix: mission Cléopâtre | 4         | 1        |
| • Згадувати про прекрасне / Se souvenir des belles choses                      | 4         | 3        |
| • Цілуй кого хочеш / Embrassez qui vous voudrez                                | 4         | 1        |
| • Бути та мати / Être et avoir                                                 | 3         | 1        |
| • Суперник / L'Adversaire                                                      | 3         | —        |
| • Пропуск / Laissez-passer                                                     | 2         | —        |
| • Ті, що втратили й шукають / Filles perdues, cheveux gras                     | 2         | —        |
| • Як скажеш / Mon idole                                                        | 2         | —        |

## Список лауреатів та номінантів
★Переможців виділено окремим кольором.

### Основні категорії
| Категорії                                       | Лауреати та номінанти | Лауреати та номінанти                                                                                                 |
| ----------------------------------------------- | --- | --- |
| Найкращий фільм                                 | ★ Піаніст / The Pianist (реж.: Роман Полянський) | ★ Піаніст / The Pianist (реж.: Роман Полянський)                                                                      |
| Найкращий фільм                                 | • 8 жінок / Huit femmes (реж.: Франсуа Озон) | |
| Найкращий фільм                                 | • Амінь / Amen. (реж.: Коста-Гаврас) | |
| Найкращий фільм                                 | • Іспанка / L'Auberge espagnole (реж.: Седрік Клапіш) | |
| Найкращий фільм                                 | • Бути та мати (реж.: Ніколя Філібер) | |
| Найкраща режисерська робота                     | | • Роман Полянський за фільм «Піаніст»                                                                                 |
| Найкраща режисерська робота                     | • Франсуа Озон — «8 жінок» | |
| Найкраща режисерська робота                     | • Коста-Гаврас — «Амінь» | |
| Найкраща режисерська робота                     | • Седрік Клапіш — «Іспанка» | |
| Найкраща режисерська робота                     | • Ніколя Філібер (Nicolas Philibert) — «Бути та мати» | |
| Найкращий актор                                 | | • Едрієн Броді — «Піаніст» (за роль Владислава Шпільмана)                                                             |
| Найкращий актор                                 | • Даніель Отей — «Суперник» (за роль Жана-Марка Форе) | |
| Найкращий актор                                 | • Франсуа Берлеан — «Як скажеш» (Mon idole) (за роль Жана-Луї Брусталя) | |
| Найкращий актор                                 | • Бернар Кампан — «Згадувати про прекрасне» (Se souvenir des belles choses) (за роль Філіпа) | |
| Найкращий актор                                 | • Матьє Кассовіц — «Амінь» (за роль Рікардо Фонтани) | |
| Найкраща акторка                                | | • Ізабель Карре — «Згадувати про прекрасне» (за роль Клер Пуссен)                                                     |
| Найкраща акторка                                | • Фанні Ардан — «8 жінок» (за роль П'єретти) | |
| Найкраща акторка                                | • Аріан Аскарід — «Марі-Жо та два її кохання» (Marie-Jo et ses deux amours) (за роль Марі-Жо) | |
| Найкраща акторка                                | • Жульєт Бінош — «Історія кохання» (за роль Рози) | |
| Найкраща акторка                                | • Ізабель Юппер — «8 жінок» (за роль Огюстіни) | |
| Найкращий актор другого плану                   | | • Бернар Ле Кок — «Згадувати про прекрасне» (за роль професора Крістіана Ліхта)                                       |
| Найкращий актор другого плану                   | • Франсуа Клюзе — «Суперник» (за роль Люка) | |
| Найкращий актор другого плану                   | • Жерар Дармон — «Астерікс і Обелікс: Місія „Клеопатра“» (за роль Амонбофіса) | |
| Найкращий актор другого плану                   | • Жамель Деббуз — «Астерікс і Обелікс: Місія „Клеопатра“» (за роль Номернабіса) | |
| Найкращий актор другого плану                   | • Дені Подалідес — «Цілуй кого хочеш» (за роль Жерома) | |
| Найкраща акторка другого плану                  | | • Карін Віар — «Цілуй кого хочеш» (за роль Веронік)                                                                   |
| Найкраща акторка другого плану                  | • Домінік Блан — «Вам букет!» (C'est le bouquet !) (за роль Едіт) | |
| Найкраща акторка другого плану                  | • Даніель Дар'є — «8 жінок» (за роль Мами) | |
| Найкраща акторка другого плану                  | • Еммануель Дево — «Суперник» (за роль Маріанни) | |
| Найкраща акторка другого плану                  | • Жудіт Годреш — «Іспанка» (за роль Анни-Софі) | |
| Найперспективніший актор                        | | • Жан-Поль Рув — «Чужа рідня» (Monsieur Batignole)                                                                    |
| Найперспективніший актор                        | • Лоран Дойч (Lorànt Deutsch) — «Грай як „Зізу“» (Trois zéros) | |
| Найперспективніший актор                        | • Морган Марінн (Morgan Marinne) — «Син» (Le Fils (film, 2002)) | |
| Найперспективніший актор                        | • Гаспар Ульєль — «Цілуй кого хочеш» | |
| Найперспективніший актор                        | • Малік Зіді — «Момент щастя» (Un moment de bonheur) | |
| Найперспективніша акторка                       | | • Сесіль де Франс — «Іспанка»                                                                                         |
| Найперспективніша акторка                       | • Емілі Дек'єнн — «Домогосподарка» (Une femme de ménage) | |
| Найперспективніша акторка                       | • Мелані Дутей (Mélanie Doutey) — «Брат воїна» | |
| Найперспективніша акторка                       | • Марина Фоїс — «Ті, що втратили й шукають» (Filles perdues, cheveux gras) | |
| Найперспективніша акторка                       | • Людівін Саньє — «8 жінок» | |
| Найкращий оригінальний або адаптований сценарій | Коста-Гаврас | • Коста-Гаврас та Жан-Клод Грумберг (Jean-Claude Grumberg) — «Амінь»                                                  |
| Найкращий оригінальний або адаптований сценарій | Коста-Гаврас | • Марина де Ван и Франсуа Озон — «8 жінок»                                                                            |
| Найкращий оригінальний або адаптований сценарій | Коста-Гаврас | • Седрік Клапіш — «Іспанка»                                                                                           |
| Найкращий оригінальний або адаптований сценарій | Коста-Гаврас | • Мішель Блан — «Цілуй кого хочеш»                                                                                    |
| Найкращий оригінальний або адаптований сценарій | Коста-Гаврас | • Рональд Гарвуд — «Піаніст»                                                                                          |
| Найкраща музика до фільму                       | | • Войцех Кіляр за музику до фільму «Піаніст»                                                                          |
| Найкраща музика до фільму                       | • Крішна Леві (Krishna Levy) — «8 жінок» | |
| Найкраща музика до фільму                       | • Арман Амар — «Амінь» | |
| Найкраща музика до фільму                       | • Антуан Дюамель — «Пропуск» (Laissez-passer) | |
| Найкращий монтаж                                | | • Ніколя Філібер — «Бути та мати»                                                                                     |
| Найкращий монтаж                                | • Френсін Сандберг — «Іспанка» | |
| Найкращий монтаж                                | • Ерве Де Люс (Hervé de Luze) — «Піаніст» | |
| Найкраща операторська робота                    | ★ Павел Едельман — «Піаніст» | ★ Павел Едельман — «Піаніст»                                                                                          |
| Найкраща операторська робота                    | • Жанна Лапуарі — «8 жінок» | |
| Найкраща операторська робота                    | • Патрік Блосьє (Patrick Blossier) — «Амінь» | |
| Найкращі декорації                              | | • Аллан Старський (Allan Starski) — «Піаніст»                                                                         |
| Найкращі декорації                              | • Арно де Молерон — «8 жінок» | |
| Найкращі декорації                              | • Хоанг Тан Ет — «Астерікс і Обелікс: Місія „Клеопатра“» | |
| Найкращі декорації                              | • Еміль Ґіґо — «Пропуск» | |
| Найкращі костюми                                | ★ Філіп Гільйотель, Таніно Лібераторе (Tanino Liberatore) та Флоренс Садане — «Астерікс і Обелікс: Місія „Клеопатра“» | ★ Філіп Гільйотель, Таніно Лібераторе (Tanino Liberatore) та Флоренс Садане — «Астерікс і Обелікс: Місія „Клеопатра“» |
| Найкращі костюми                                | • Паскалін Шаванн — «8 жінок» | |
| Найкращі костюми                                | • Анна Б. Шеппард (Anna Biedrzycka-Sheppard) — «Піаніст» | |
| Найкращий звук                                  | ★ Жан-Марі Блондель, Жерар Арді та Дін Гамфріс — «Піаніст» | ★ Жан-Марі Блондель, Жерар Арді та Дін Гамфріс — «Піаніст»                                                            |
| Найкращий звук                                  | • П'єр Ґаме (Pierre Gamet), Бенуа Гільбран та Жан-П'єр Лафорс — «8 жінок» | |
| Найкращий звук                                  | • Домінік Ґаборо, П'єр Ґаме та Франсіс Варньє — «Амінь» | |
| Найкращий дебютний фільм                        | ★ «Згадувати про прекрасне» — реж.: Забу Брайтман | ★ «Згадувати про прекрасне» — реж.: Забу Брайтман                                                                     |
| Найкращий дебютний фільм                        | • «Бійня» (Carnages) — реж.: Дельфін Глейз (Delphine Gleize) | |
| Найкращий дебютний фільм                        | • «Ті, що втратили й шукають» — реж.: Клод Дюті (Claude Duty) | |
| Найкращий дебютний фільм                        | • «Ірен» (Irène (film, 2002)) — реж.: Іван Кальберак (Ivan Calbérac) | |
| Найкращий дебютний фільм                        | • «Як скажеш» — реж.: Гійом Кане | |
| Найкращий короткометражний фільм                | ★ Коров'яча шкура / Peau de vache (реж.: Жеральд Юсташ-Матьє) | ★ Коров'яча шкура / Peau de vache (реж.: Жеральд Юсташ-Матьє)                                                         |
| Найкращий короткометражний фільм                | • Кандидатура / Candidature (реж.: Еммануель Бурдьє) | |
| Найкращий короткометражний фільм                | • Стара мрія, що йде геть / Ce vieux rêve qui bouge (реж.: Ален Гіроді) | |
| Найкращий короткометражний фільм                | • Сквош / Squash (реж.: Ліонель Байю) | |
| Найкращий фільм іноземною мовою                 | США ★ Боулінг для Колумбіни / Bowling for Columbine (США, реж. Майкл Мур) | США ★ Боулінг для Колумбіни / Bowling for Columbine (США, реж. Майкл Мур)                                             |
| Найкращий фільм іноземною мовою                 | Південна Корея • Штрихи вогню (Південна Корея, реж. Ім Квон Тхек) | |
| Найкращий фільм іноземною мовою                 | США • Особлива думка / Minority Report (США, реж. Стівен Спілберг) | |
| Найкращий фільм іноземною мовою                 | США • Одинадцять друзів Оушена / Ocean's Eleven (США, реж. Стівен Содерберг) | |
| Найкращий фільм іноземною мовою                 | Японія • Віднесені примарами / 千と千尋の神隠し (Японія, реж. Хаяо Міядзакі) | |
| Найкращий фільм Євросоюзу                       | Іспанія • Поговори з нею / Hable con ella (Іспанія, реж. Педро Альмодовар) | Іспанія • Поговори з нею / Hable con ella (Іспанія, реж. Педро Альмодовар)                                            |
| Найкращий фільм Євросоюзу                       | Європейський Союз • 11 вересня / 11'09"01 — September 11 (Велика Британія, Франція та ін. країни, реж.: Юсеф Шахін, Амос Гітай, Алехандро Гонсалес Іньярріту, Сьохей Імамура, Клод Лелуш, Кен Лоуч, Саміра Махмальбаф, Міра Наїр, Ідрісса Ведраого, Шон Пенн та Даніс Тановіч) | |
| Найкращий фільм Євросоюзу                       | Велика Британія • Госфорд-парк / Gosford Park (Велика Британія, реж. Роберт Альтман) | |
| Найкращий фільм Євросоюзу                       | Фінляндія • Людина без минулого / Mies vailla menneisyyttä (Фінляндія, реж. Акі Каурісмякі) | |
| Найкращий фільм Євросоюзу                       | Велика Британія • Милі шістнадцять років / Sweet Sixteen (Велика Британія, реж. Кен Лоуч) | |

### Спеціальні нагороди
| Нагорода         | Лауреати      | Лауреати          |
| ---------------- | ------------- | ----------------- |
| Почесний «Сезар» |               | • Бернадетт Лафон |
| Почесний «Сезар» | Спайк Ли      | • Спайк Лі        |
| Почесний «Сезар» | • Меріл Стріп |                   |